# Église Saint-Pierre d'Allainville
Pour les articles homonymes, voir Église Saint-Pierre.
L'église Saint-Pierre est une église catholique paroissiale située place de l'Église à Allainville, dans les Yvelines, en France. Elle est inscrite à l'inventaire général du patrimoine culturel.

## Localisation
L'église est située en France, en région Île-de-France et dans le département des Yvelines, sur la commune d'Allainville. Des tilleuls marquent l'emplacement de l'ancien cimetière qui fut déplacé en 1884.

## Historique

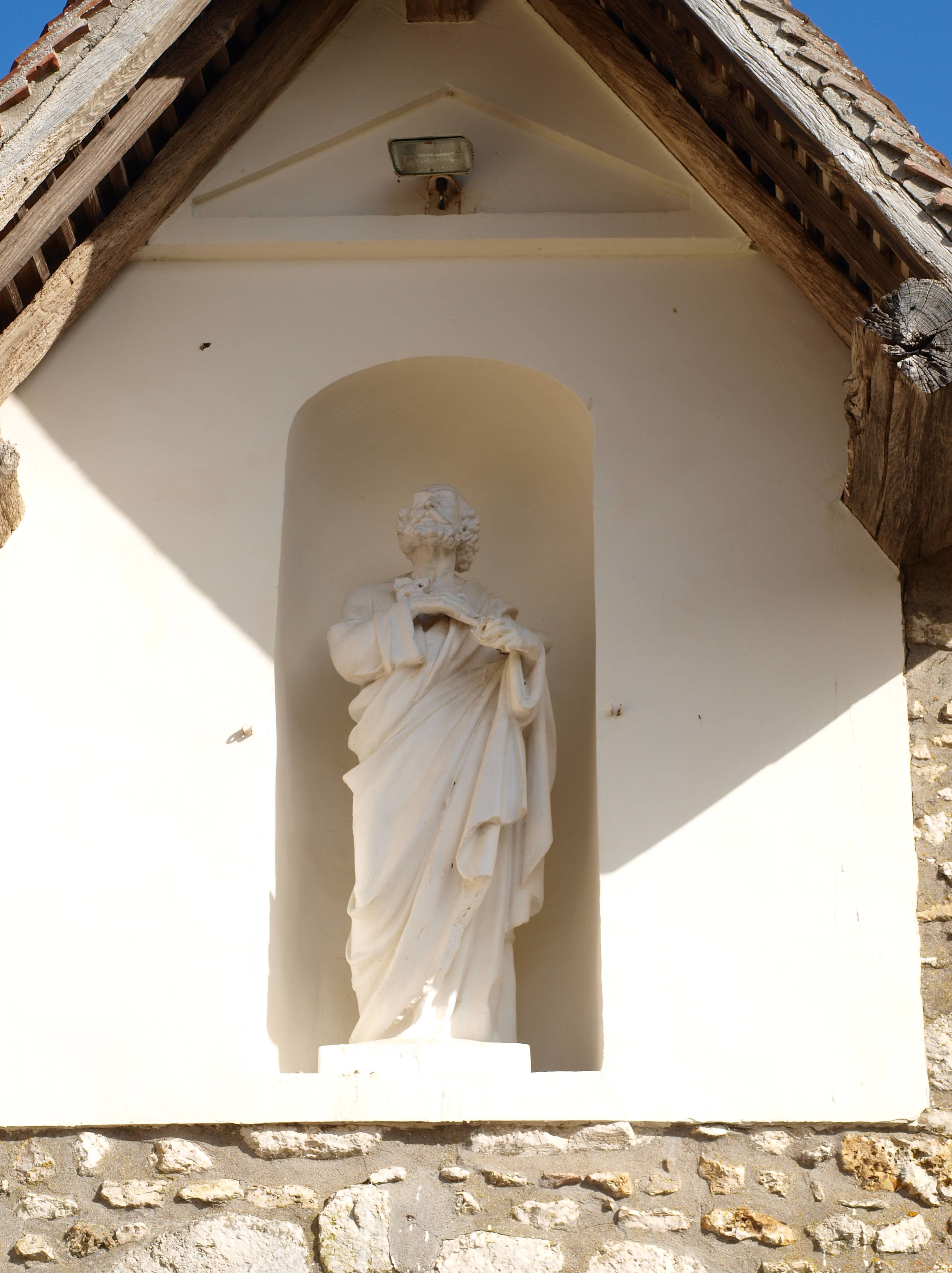
Statue de saint Pierre.

Sa construction date du XIIIe siècle et elle a été agrandie au XIVe siècle, époque de laquelle datent aussi les voûtes.
Elle a été restaurée en 1934.

## Description

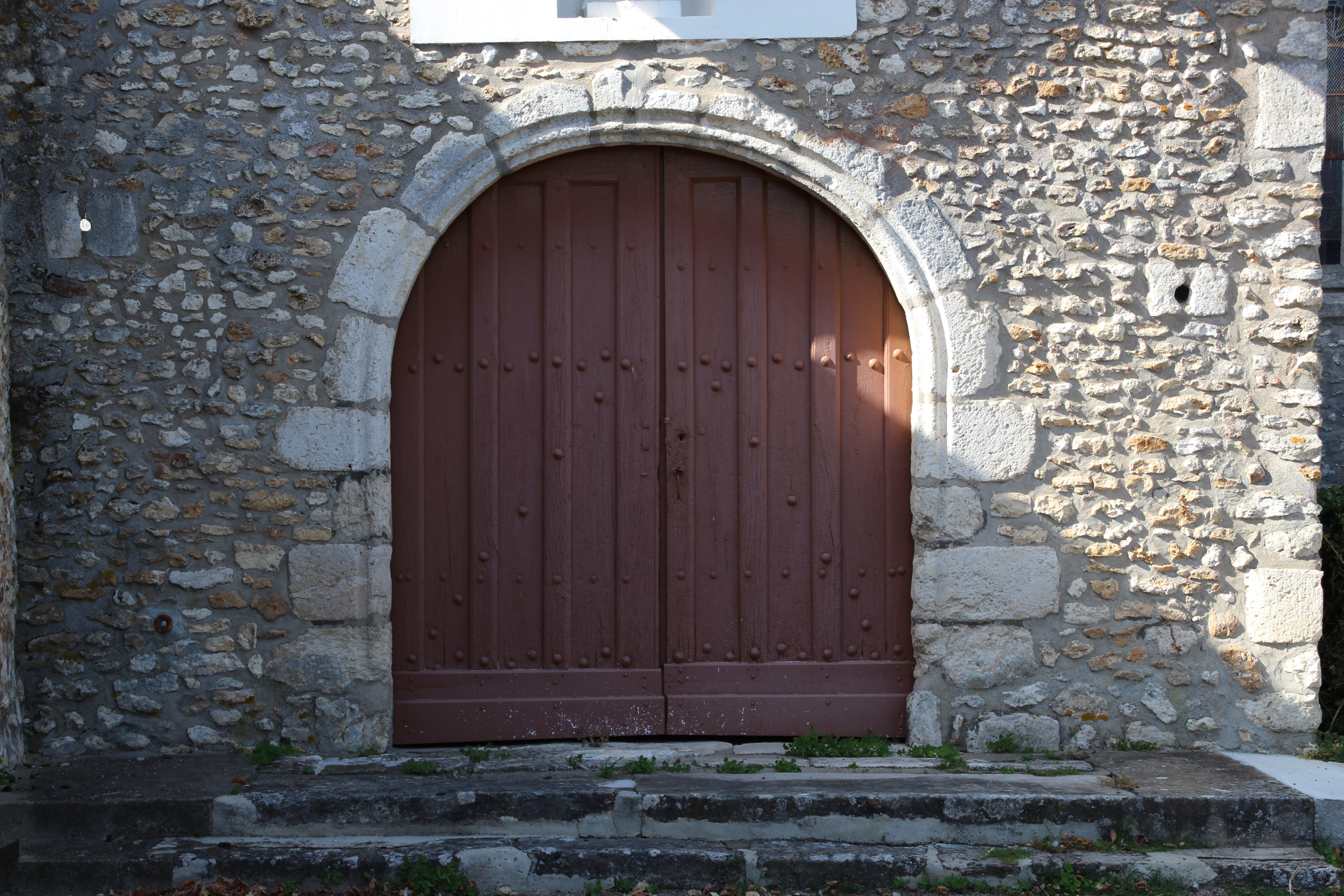
L'entrée de l'église en août 2012.

C'est un bâtiment au plan allongé, fait de meulière, de moellons de grès et de pierre de taille, auquel on accède par un porche orienté au sud. La nef, flanquée d'un bas-côté, se termine par un chevet semi-circulaire. Le toit à longs pans est couvert de tuiles plates.
La sacristie, accolée au clocher, date du XIXe siècle.

## Mobilier
Les vitraux viennent de l'atelier Ripeau et furent posés en 1934. L'un d'eux, rendant hommage aux morts de la Grande Guerre représente un soldat agenouillé.
Les stalles, les bancs et le bénitier situé près du porche datent du XVIIIe siècle.
Elle contient une pièce de tapisserie qui fut exécutée en 1775 par François Coudray, brodeur et curé d'Hattonville. Intitulé Cène, saint Luc, saint Marc, il s'agit d'un assemblage de trois pièces rectangulaires horizontales au petit point montées sur un châssis de bois. cette œuvre a été restaurée en 2013 par l'atelier Chevalier Conservation.
On peut encore y voir un chemin de croix polychrome du XIXe siècle.